# Alvorada (distrito)
Sede ou Alvorada é um distrito do município de Alvorada, no Rio Grande do Sul . O distrito possui  cerca de 166 000 habitantes abrangendo as regiões norte, oeste, sul e sudeste do município .